# 江藤智 (野球)
江藤 智（えとう あきら、1970年4月15日 - ）は、東京都東大和市出身の元プロ野球選手（内野手、右投右打）・プロ野球コーチ。
現役時代は主に広島東洋カープで本塁打王2回・打点王1回を獲得するなど主軸打者として活躍し、読売ジャイアンツ（巨人）・西武ライオンズ→埼玉西武ライオンズでもプレーした。

## 経歴

### プロ入り前
関東高等学校（現：聖徳学園高等学校）では通算61本塁打を記録。2年時に投手から捕手へ転向したが、「東の江藤、西の谷繁」と言われるほどの強打の捕手として名を馳せた。
その長打力を買われ、1988年度ドラフト会議にて広島東洋カープから5位指名を受け、捕手として入団。関東高校の野球部からプロ入りした初の選手となった (前年に練習生として西武ライオンズに入団し、同校出身者として初のプロ野球選手となった日月哲史は陸上部だったため) 。
指名翌日には契約を済ませ、1988年度指名選手の中では12球団入団第1号となった。当時の背番号は51。

### 広島時代
1989年（1年目）は一軍未出場に終わるが、二軍（ウエスタン・リーグ）ではジュニアオールスターゲームに出場するなど、一定の活躍を見せた。同年オフに背番号が33へ変更される。
1990年4月に一軍初出場。6月に初めてのスタメン出場を経験したが、このときの守備位置は右翼手だった。その後も右翼手・一塁手として38試合に出場し、5本塁打を打ってアピールした。
1991年、肩を故障したのと打撃を生かすためにこの年から捕手から内野手（主に三塁手）に転向。正捕手に達川光男がいたなどの理由もあった。7番三塁手で初の開幕スタメン出場。初の2桁本塁打（このシーズンチーム最多の11本）を記録（2003年まで13年連続）、打率は開幕当初は好調に推移したが、後半は不調に陥り、2割前半と振るわず、レギュラー定着はならなかった。
1992年は山崎隆造・山田和利らと三塁手のレギュラーを争った。5月・6月は不調で一歩後退したが、後半になるにつれ打率を急上昇させ、9月はほとんどの試合で4番に抜擢され翌年への期待を抱かせた。
1993年はレギュラーに定着し、開幕の3試合を除いてすべての試合で4番の座を守り抜き、初めて全試合に出場した。この年初めて規定打席に到達すると、前年の倍以上の34本塁打を放ち、本塁打王のタイトルを獲得、さらに初のベストナインに選ばれた。
1994年は前半に故障で出遅れたが、6月に復帰して以降不動の4番に定着。8月には月間16本塁打の日本タイ記録を残した。打率も、残り1試合を残して.32216で、アロンゾ・パウエルの.32143を抑えて僅差で1位であった。しかし、最終戦では同時に行われていた10.8決戦でパウエルが3打数2安打だったのに対し、江藤はパウエルの動向を見ながら途中出場して2打数0安打だったため、同僚前田智徳にも抜かれて3位に終わった。それでも、自己最高の打率.321を記録した。
1995年は2度目の本塁打王に加え、打点王も獲得したことで二冠王となったが、シーズン終盤に急性虫垂炎で離脱したため、40本塁打には届かなかった。また、自己最多の14盗塁も記録した。OPSはリーグ1位。
1996年はシーズン前半から打撃好調で打率3割をキープし、本塁打も32本に達した。後述の戦線離脱までは開幕から4番打者としてチームで唯一、全イニング出場を続け、同年は中日の山崎武司・大豊泰昭や、読売ジャイアンツ（巨人）の松井秀喜とともに本塁打王争い（およびそれぞれの所属チームのリーグ優勝争い）を繰り広げていたが、打率.314・32本塁打に達していた8月29日の対巨人23回戦（広島市民球場）で、3回表の守備中に仁志敏久が打ったゴロを処理しようとしたところ、不規則にバウンドしたボールを顔面に当てて右目眼窩底を骨折し、戦線離脱。結果、優勝争いの時期には欠場を強いられ、同年オフ（12月10日）の契約更改では「チームに迷惑をかけたから」との理由から、提示額（1億9,000万円）より300万円を自ら返上する形（前年比2,700万円増額の年俸1億8,700万円）で更改した。しかし同年は初めて最高出塁率・ゴールデングラブ賞を獲得し、OPSも2年連続で1位を記録した。また、同年12月6日には挙式している。
1997年、出塁率は3割8分と高かったが、打率は.252に終わり、前年まで4年連続で受賞していたベストナインを逃した。
1998年、自己最多の100四死球を記録し、出塁率はこの年も3割8分を超えたが、やはり自己最多となる103三振も記録し、打率は.253となかなか復調せず、終盤は金本知憲に4番を譲る試合もあった。
1999年8月12日の対横浜ベイスターズ戦で1試合10打点のセ・リーグタイ記録をマーク。同年は3割に迫る打率を残した。オフにFA権を行使し、横浜、阪神の他、この年の11月19日には中日も獲得に名乗りを上げる。しかし本人は在京球団希望だったということで一時は横浜への移籍が確実視されていたが、同じ三塁手でありFAでオリックス・ブルーウェーブへの移籍が有力視されていた横浜の進藤達哉が急遽残留に至ったことなどから一転し、12月6日に巨人への移籍が決まった。背番号33を当時巨人でつけていた監督の長嶋茂雄から「33番を江藤君に譲り、僕は3番をつけます」として譲り受けている。

### 巨人時代
2000年、前半戦は不振に悩む高橋由伸に代わり3番打者として活躍、リーグ最多の勝利打点を挙げ（最多勝利打点のタイトル表彰はこの年限りであったため、江藤が最後の受賞者となった）、セ・リーグ優勝と日本一に貢献。特にリーグ優勝を決めた9月24日の中日戦（東京ドーム）では、4点ビハインドで迎えた9回裏に当時の守護神エディ・ギャラードから同点満塁本塁打を放つなど、勝負強さを発揮した。これは2000年巨人の通算200本塁打であった。福岡ダイエーホークスとの日本シリーズでもホームランを放っている。同年はシーズンの打率は.256と低調だったが32本塁打、91打点をマークした。
2001年、移籍後2年連続のベストナイン・30本塁打を記録。スラッガーとして結果を残した。
2002年、2割台前半・本塁打18本とレギュラー定着以降最低の成績に終わり、この年から徐々に成績が低迷。
2003年、前年からの不振が続き、二軍（イースタン・リーグ）への降格も経験するなど11年ぶりに規定打席に到達しなかった。代打での起用も多くなり、2004年には三塁手である小久保裕紀がダイエーから移籍してきたことで出場機会はさらに減少、スタメン出場は15試合にとどまった。同年は本塁打も4本にとどまり、前年まで13年連続で続いていた2桁本塁打も途切れた。
2005年には、打率も2割を切り、スタメン出場は8試合で完全に代打要員となった。通算350本塁打にあと1本に迫っていたが、7月30日の対中日12回戦で本塁打性の当たりを放ったものの、天井に当たり左翼フライとなり、通算350号本塁打は幻となったため、結局本塁打を1本も打てなかった。同年オフの契約更改では野球協約の限度である40%を超える減俸となった。その直後の2006年1月5日、FAで巨人へ移ってきた豊田清の人的補償として西武ライオンズへの移籍が決定。「FA移籍」と「別の選手のFA移籍に伴う人的補償選手として移籍」の両方を経験したプロ野球史上初の選手となった。

### 西武時代
2006年、西武では年齢、キャリア年数ともチーム最高となり、豊富な経験に人柄も手伝い、若い選手の多いチームで貴重な存在感を示した。36歳の誕生日となる4月15日の千葉ロッテマリーンズ戦では内竜也から2年越しとなる通算350号本塁打も放った。また7月19日のソフトバンク戦では、主軸のアレックス・カブレラや和田一浩といった主力打者が先発から外れたため7年ぶりに4番に座り（松井秀喜や清原和博らの存在もあり、巨人時代は一度も4番を打たなかった）、6回表に佐藤誠からレフトへの二塁打を放ち、通算1500安打を達成した。移籍後は主に代打（対左投手）としての起用が多く、時には指名打者や一塁手として先発出場した｡
2007年も代打や指名打者として活躍。西武移籍後初めて三塁の守備につき三塁手として9試合にスタメン起用され、カブレラがエラーを繰り返した際はカブレラが指名打者に回り、江藤が一塁手を守るなど、大ベテランだが守備でも健在ぶりを示した。9月29日の対オリックス・バファローズ22回戦で、プロ野球史上33人目の通算1000打点を達成。「一生懸命振った。迷惑をかけたけど伊東監督、みんなに感謝です」とコメントした。
2008年、前年までと同じく代打の切り札として、また、クレイグ・ブラゼルが故障したときなどは4番一塁手でスタメン起用された。打率は.206と低かったが、20本の安打のうち本塁打が7本と、長打力は発揮した。この年に再度FA権を取得したが、行使せず残留することで合意。日本シリーズ制覇や球団史上初のアジアチャンピオンに貢献した。
2009年、代打での出場が多かったが、打率1割台と不振に陥り、8月6日に二軍へ降格。その後は再度一軍に昇格することなく、10月2日に現役引退を発表、11月4日に任意引退選手として公示された。

### 引退後
2009年11月10日に古巣巨人の二軍育成担当コーチに就任し、2010年シーズンを迎えた。
2011年からは一軍打撃コーチを務めていたが、2014年に二軍打撃コーチへ配置転換となった。
2015年10月27日、2016年から巨人の一軍打撃コーチに再び就任することが発表された。
2018年からは三軍監督に配置転換されたが、10月22日に2019年シーズンのコーチ契約を結ばないことが発表され、そのまま退団した。
2022年3月21日、MAZDA Zoom-Zoom スタジアム広島（江藤退団後の2009年より、広島市民球場に代わるカープの本拠地になっている）で開催されたカープのOB戦「Carp Legend Game」に出場。1999年オフにカープをFAで去って以来、久々にカープのユニフォームを着用してプレーした。江藤本人は尾関高文（ザ・ギース）の取材に対し、当初は「FAで出ていった自分が出場する資格はない」という理由から参加を辞退するつもりでいたが、周囲の友人から強く出場を勧められたことや、同じくFAでカープを去った金本知憲も参加することを聞いたことから、自身も参加を決意したと述べている。

## 選手としての特徴・人物
夏場に強い「夏男」として知られ、歴史的猛暑となった1994年8月をはじめ、夏季に月間MVPを複数回獲得している。チームメイトだった前田智徳は、夏の気候が特に厳しい旧広島市民球場のロッカールームで、真夏に体力が落ちてフルーツしか食べられない自分を後目に、江藤がうどんやラーメンを平気で平らげる姿に驚愕したと語っている。
安打に比しての本塁打が多く、通算のIsoPは0.236になる。しかし、巨人時代は一度も4番でのスタメン出場はなかった。自身が巨人に在籍していた時期には、清原和博、松井秀喜、高橋由伸、ペタジーニ、小久保裕紀などが4番を打っていたためである。
大洋・横浜戦にめっぽう強く初めて本塁打王をとった1993年から、巨人移籍後の2001年まで毎年8本以上の本塁打を放ち1995年は14本の本塁打を放ち、通算で98本の本塁打を放つ。大洋・横浜戦98本はセリーグ一筋で当人より通算本塁打の多い衣笠祥雄（505本、96本）や金本知憲（476本、92本）、長嶋茂雄（444本、81本）、阿部慎之助（406本、83本）より多く、王貞治（165本）、山本浩二（113本）に次ぐ第3位である。敵地・横浜スタジアムでは通算42本の本塁打を放ち、プロ生活で1試合3本塁打を3回記録したが、3回とも横浜スタジアムでの記録である（1994年、1998年、1999年）
西武時代は精神的支柱として若手選手から慕われ、5歳年上の渡辺久信監督からも「江藤さん」とさん付けで呼ばれていたという。
プロ入り以来サヨナラヒットに縁がなく、初めてのサヨナラは巨人時代の2001年8月7日の阪神20回戦（東京ドーム）で、サヨナラ本塁打に関しては引退まで1本も打てなかった。なお、サヨナラ本塁打「ゼロ」の選手では、通算で最多の本塁打を打っている。
広島時代に対戦した巨人の斎藤雅樹に弱く、本塁打はおろか、対斎藤の初安打は1999年4月15日の巨人3回戦に第3打席にレフト前にヒットを打つまで45打席かかり、ヒットはこの1本だけだった。
体型はどちらかというと筋肉と共に脂肪が付いたアンコ型であった。
高校の同級生に漫画家の安野モヨコと元バレーボール日本代表の泉川正幸、また1年先輩にMr.Childrenの桜井和寿がいる。
西武入団会見で少年時代にライオンズ友の会（ファンクラブ）に加入していたことを明らかにした。
西武での登場テーマ曲はジョン・レノンの「Power to the people」で、間に「江藤!」という合いの手が入る。
文化放送『文化放送ライオンズナイター』では江藤を「微笑みのバズーカ」と称している。

## 詳細情報

### 年度別打撃成績
| 年 度     | 球 団     | 試 合 | 打 席 | 打 数 | 得 点 | 安 打 | 二 塁 打 | 三 塁 打 | 本 塁 打 | 塁 打 | 打 点 | 盗 塁 | 盗 塁 死 | 犠 打 | 犠 飛 | 四 球 | 敬 遠 | 死 球 | 三 振 | 併 殺 打 | 打 率 | 出 塁 率 | 長 打 率 | O P S |
| --------- | --------- | ----- | ----- | ----- | ----- | ----- | -------- | -------- | -------- | ----- | ----- | ----- | -------- | ----- | ----- | ----- | ----- | ----- | ----- | -------- | ----- | -------- | -------- | ----- |
| 1990      | 広島      | 38    | 81    | 71    | 11    | 17    | 3        | 2        | 5        | 39    | 10    | 0     | 0        | 1     | 0     | 8     | 0     | 1     | 16    | 2        | .239  | .325     | .549     | .874  |
| 1991      | 広島      | 91    | 317   | 260   | 33    | 56    | 9        | 1        | 11       | 100   | 31    | 0     | 4        | 4     | 1     | 46    | 0     | 6     | 87    | 5        | .215  | .345     | .385     | .730  |
| 1992      | 広島      | 89    | 317   | 277   | 41    | 80    | 14       | 0        | 16       | 142   | 45    | 2     | 2        | 3     | 2     | 32    | 2     | 3     | 51    | 4        | .289  | .366     | .513     | .879  |
| 1993      | 広島      | 131   | 569   | 482   | 88    | 136   | 15       | 1        | 34       | 255   | 82    | 7     | 4        | 0     | 3     | 78    | 1     | 6     | 94    | 9        | .282  | .387     | .529     | .916  |
| 1994      | 広島      | 105   | 466   | 390   | 83    | 125   | 21       | 0        | 28       | 230   | 81    | 7     | 1        | 0     | 6     | 69    | 1     | 1     | 81    | 6        | .321  | .418     | .590     | 1.008 |
| 1995      | 広島      | 127   | 566   | 462   | 92    | 132   | 30       | 1        | 39       | 281   | 106   | 14    | 5        | 0     | 12    | 90    | 8     | 2     | 93    | 6        | .286  | .396     | .608     | 1.004 |
| 1996      | 広島      | 106   | 469   | 388   | 93    | 122   | 19       | 1        | 32       | 239   | 79    | 8     | 3        | 0     | 1     | 73    | 2     | 7     | 68    | 2        | .314  | .431     | .616     | 1.047 |
| 1997      | 広島      | 110   | 479   | 393   | 78    | 99    | 12       | 3        | 28       | 201   | 76    | 3     | 0        | 0     | 1     | 81    | 4     | 4     | 92    | 6        | .252  | .384     | .511     | .896  |
| 1998      | 広島      | 132   | 580   | 475   | 88    | 120   | 17       | 0        | 28       | 221   | 81    | 7     | 3        | 0     | 5     | 97    | 1     | 3     | 103   | 7        | .253  | .379     | .465     | .845  |
| 1999      | 広島      | 121   | 517   | 437   | 82    | 127   | 29       | 3        | 27       | 243   | 79    | 9     | 3        | 0     | 2     | 75    | 2     | 3     | 80    | 5        | .291  | .397     | .556     | .953  |
| 2000      | 巨人      | 127   | 528   | 457   | 84    | 117   | 17       | 1        | 32       | 232   | 91    | 7     | 1        | 4     | 6     | 58    | 0     | 3     | 92    | 4        | .256  | .340     | .508     | .847  |
| 2001      | 巨人      | 134   | 568   | 485   | 86    | 138   | 21       | 1        | 30       | 251   | 87    | 9     | 7        | 3     | 3     | 73    | 0     | 4     | 72    | 11       | .285  | .381     | .518     | .898  |
| 2002      | 巨人      | 125   | 471   | 414   | 53    | 100   | 12       | 1        | 18       | 168   | 56    | 5     | 3        | 5     | 2     | 49    | 0     | 1     | 63    | 12       | .242  | .322     | .406     | .728  |
| 2003      | 巨人      | 105   | 296   | 269   | 30    | 72    | 4        | 1        | 17       | 129   | 43    | 2     | 1        | 1     | 4     | 20    | 0     | 2     | 43    | 3        | .268  | .319     | .480     | .798  |
| 2004      | 巨人      | 55    | 111   | 97    | 14    | 22    | 4        | 0        | 4        | 38    | 15    | 1     | 0        | 0     | 0     | 13    | 0     | 1     | 25    | 1        | .227  | .324     | .392     | .716  |
| 2005      | 巨人      | 81    | 111   | 93    | 7     | 16    | 4        | 0        | 0        | 20    | 4     | 0     | 0        | 0     | 2     | 16    | 0     | 0     | 25    | 3        | .172  | .288     | .215     | .503  |
| 2006      | 西武      | 52    | 146   | 124   | 15    | 30    | 7        | 0        | 5        | 52    | 19    | 1     | 0        | 0     | 1     | 21    | 0     | 0     | 31    | 2        | .242  | .349     | .419     | .769  |
| 2007      | 西武      | 43    | 118   | 109   | 10    | 25    | 5        | 1        | 3        | 41    | 17    | 0     | 0        | 0     | 0     | 8     | 0     | 1     | 28    | 2        | .229  | .288     | .376     | .664  |
| 2008      | 西武      | 42    | 111   | 97    | 9     | 20    | 1        | 0        | 7        | 42    | 17    | 0     | 0        | 0     | 1     | 13    | 0     | 0     | 21    | 2        | .206  | .297     | .433     | .730  |
| 2009      | 西武      | 20    | 44    | 39    | 4     | 5     | 2        | 0        | 0        | 7     | 1     | 0     | 0        | 1     | 0     | 3     | 0     | 1     | 10    | 0        | .128  | .209     | .179     | .389  |
| NPB：20年 | NPB：20年 | 1834  | 6865  | 5819  | 1001  | 1559  | 246      | 17       | 364      | 2931  | 1020  | 82    | 37       | 22    | 52    | 923   | 21    | 49    | 1175  | 92       | .268  | .370     | .504     | .874  |

- 各年度の太字はリーグ最高

### 年度別守備成績
| 年 度 | 球 団 | 捕手  | 捕手  | 捕手  | 捕手  | 捕手  | 捕手  | 捕手     | 一塁  | 一塁  | 一塁  | 一塁  | 一塁  | 一塁     | 三塁  | 三塁  | 三塁  | 三塁  | 三塁  | 三塁     | 外野  | 外野  | 外野  | 外野  | 外野  | 外野     |
| 年 度 | 球 団 | 試 合 | 刺 殺 | 補 殺 | 失 策 | 併 殺 | 捕 逸 | 守 備 率 | 試 合 | 刺 殺 | 補 殺 | 失 策 | 併 殺 | 守 備 率 | 試 合 | 刺 殺 | 補 殺 | 失 策 | 併 殺 | 守 備 率 | 試 合 | 刺 殺 | 補 殺 | 失 策 | 併 殺 | 守 備 率 |
| ----- | ----- | ----- | ----- | ----- | ----- | ----- | ----- | -------- | ----- | ----- | ----- | ----- | ----- | -------- | ----- | ----- | ----- | ----- | ----- | -------- | ----- | ----- | ----- | ----- | ----- | -------- |
| 1990  | 広島  | 2     | 2     | 0     | 0     | 0     | 0     | 1.000    | 6     | 16    | 0     | 0     | 3     | 1.000    | -     | -     | -     | -     | -     | -        | 17    | 14    | 0     | 0     | 0     | 1.000    |
| 1991  | 広島  | -     | -     | -     | -     | -     | -     | -        | 24    | 170   | 14    | 1     | 17    | .995     | 53    | 37    | 82    | 11    | 7     | .915     | -     | -     | -     | -     | -     | -        |
| 1992  | 広島  | -     | -     | -     | -     | -     | -     | -        | 19    | 78    | 8     | 2     | 6     | .977     | 69    | 43    | 97    | 8     | 6     | .946     | -     | -     | -     | -     | -     | -        |
| 1993  | 広島  | -     | -     | -     | -     | -     | -     | -        | 50    | 262   | 19    | 4     | 28    | .986     | 110   | 72    | 163   | 7     | 13    | .971     | -     | -     | -     | -     | -     | -        |
| 1994  | 広島  | -     | -     | -     | -     | -     | -     | -        | -     | -     | -     | -     | -     | -        | 105   | 82    | 177   | 13    | 19    | .938     | -     | -     | -     | -     | -     | -        |
| 1995  | 広島  | -     | -     | -     | -     | -     | -     | -        | -     | -     | -     | -     | -     | -        | 127   | 94    | 235   | 11    | 24    | .968     | -     | -     | -     | -     | -     | -        |
| 1996  | 広島  | -     | -     | -     | -     | -     | -     | -        | -     | -     | -     | -     | -     | -        | 106   | 63    | 208   | 14    | 23    | .951     | -     | -     | -     | -     | -     | -        |
| 1997  | 広島  | -     | -     | -     | -     | -     | -     | -        | -     | -     | -     | -     | -     | -        | 110   | 82    | 165   | 13    | 13    | .950     | -     | -     | -     | -     | -     | -        |
| 1998  | 広島  | -     | -     | -     | -     | -     | -     | -        | -     | -     | -     | -     | -     | -        | 132   | 100   | 248   | 18    | 23    | .950     | -     | -     | -     | -     | -     | -        |
| 1999  | 広島  | -     | -     | -     | -     | -     | -     | -        | 24    | 200   | 13    | 2     | 15    | .991     | 100   | 83    | 157   | 10    | 13    | .960     | -     | -     | -     | -     | -     | -        |
| 2000  | 巨人  | -     | -     | -     | -     | -     | -     | -        | 26    | 57    | 2     | 1     | 0     | .983     | 123   | 78    | 180   | 15    | 16    | .945     | -     | -     | -     | -     | -     | -        |
| 2001  | 巨人  | -     | -     | -     | -     | -     | -     | -        | 22    | 43    | 3     | 0     | 2     | 1.000    | 133   | 85    | 185   | 15    | 13    | .947     | -     | -     | -     | -     | -     | -        |
| 2002  | 巨人  | -     | -     | -     | -     | -     | -     | -        | 79    | 502   | 31    | 3     | 37    | .994     | 73    | 35    | 71    | 6     | 10    | .946     | -     | -     | -     | -     | -     | -        |
| 2003  | 巨人  | -     | -     | -     | -     | -     | -     | -        | 29    | 111   | 8     | 1     | 14    | .992     | 67    | 31    | 95    | 6     | 7     | .955     | -     | -     | -     | -     | -     | -        |
| 2004  | 巨人  | -     | -     | -     | -     | -     | -     | -        | 10    | 58    | 3     | 1     | 2     | .984     | 15    | 11    | 21    | 0     | 3     | 1.000    | -     | -     | -     | -     | -     | -        |
| 2005  | 巨人  | -     | -     | -     | -     | -     | -     | -        | 33    | 133   | 5     | 1     | 9     | .993     | 1     | 0     | 0     | 0     | 0     | -        | -     | -     | -     | -     | -     | -        |
| 2006  | 西武  | -     | -     | -     | -     | -     | -     | -        | 7     | 48    | 4     | 0     | 4     | 1.000    | -     | -     | -     | -     | -     | -        | -     | -     | -     | -     | -     | -        |
| 2007  | 西武  | -     | -     | -     | -     | -     | -     | -        | 20    | 111   | 9     | 3     | 11    | .976     | 9     | 3     | 14    | 0     | 2     | 1.000    | -     | -     | -     | -     | -     | -        |
| 2008  | 西武  | -     | -     | -     | -     | -     | -     | -        | 24    | 163   | 7     | 0     | 12    | 1.000    | -     | -     | -     | -     | -     | -        | -     | -     | -     | -     | -     | -        |
| 2009  | 西武  | -     | -     | -     | -     | -     | -     | -        | 4     | 35    | 0     | 1     | 1     | .972     | -     | -     | -     | -     | -     | -        | -     | -     | -     | -     | -     | -        |
| 通算  | 通算  | 2     | 2     | 0     | 0     | 0     | 0     | 1.000    | 383   | 1987  | 126   | 20    | 161   | .991     | 1342  | 889   | 2093  | 147   | 192   | .953     | 17    | 14    | 0     | 0     | 0     | 1.000    |

- 太字はゴールデングラブ賞受賞年

### タイトル
- 本塁打王：2回（1993年、1995年）
- 打点王：1回（1995年）
- 最高出塁率：1回（1996年）
- 最多勝利打点：1回（2000年） ※特別賞

### 表彰
- ベストナイン：7回（1993年 - 1996年、1998年、2000年、2001年）
- ゴールデングラブ賞：1回（1996年）
- 月間MVP：4回（1994年8月、1995年6月、1999年8月、2000年6月）
- JA全農Go・Go賞：2回（好走塁賞：1994年4月 好捕賞：1997年6月）

### 記録
初記録
- 初出場・初打席：1990年4月7日、対阪神タイガース1回戦（広島市民球場）、7回裏に紀藤真琴の代打として出場、中西清起から三振
- 初先発出場：1990年6月14日、対中日ドラゴンズ11回戦（広島市民球場）、5番・右翼手として先発出場
- 初安打：同上、6回裏に今中慎二から遊撃内野安打
- 初本塁打・初打点：1990年6月16日、対横浜大洋ホエールズ11回戦（あいづ球場）、1回表に新浦壽夫から左越2ラン
- 初盗塁：1992年6月25日、対読売ジャイアンツ11回戦（広島市民球場）、4回裏に二盗（投手：チャック・ケアリー、捕手：大久保博元）

節目の記録
- 100本塁打：1995年4月25日、対読売ジャイアンツ1回戦（広島市民球場）、4回裏に槙原寛己から2ラン ※史上181人目
- 150本塁打：1996年7月2日、対横浜ベイスターズ13回戦（呉二河球場）、2回裏に三浦大輔から左越ソロ ※史上105人目
- 200本塁打：1998年6月3日、対阪神タイガース8回戦（阪神甲子園球場）、7回表に古溝克之から左越2ラン ※史上69人目
- 1000試合出場：1999年7月17日、対ヤクルトスワローズ16回戦（明治神宮野球場）、4番・三塁手として先発出場 ※史上352人目
- 1000安打：1999年8月29日、対読売ジャイアンツ24回戦（広島市民球場）、3回裏に桑田真澄から中前安打 ※史上198人目
- 250本塁打：2000年4月22日、対広島東洋カープ5回戦（広島市民球場）、6回表に苫米地鉄人から左越3ラン ※史上40人目
- 300本塁打：2001年7月12日、対ヤクルトスワローズ16回戦（東京ドーム）、4回裏に石井一久から左越3ラン ※史上25人目
- 1000三振：2003年4月29日、対阪神タイガース5回戦（阪神甲子園球場）、8回表に井川慶から ※史上31人目
- 1500試合出場：2003年7月20日、対横浜ベイスターズ20回戦（横浜スタジアム）、6番・三塁手として先発出場 ※史上139人目
- 350本塁打：2006年4月15日、対千葉ロッテマリーンズ5回戦（インボイスSEIBUドーム）、7回裏に内竜也から左越2ラン ※史上19人目
- 1500安打：2006年7月19日、対福岡ソフトバンクホークス13回戦（福岡Yahoo!JAPANドーム）、6回表に佐藤誠から左翼線二塁打 ※史上88人目
- 1000打点：2007年9月29日、対オリックス・バファローズ22回戦（京セラドーム大阪）、6回表に岸田護から左前適時打 ※史上33人目
- 1000得点：2009年6月13日、対広島東洋カープ3回戦（西武ドーム）、2回裏に片岡易之の適時二塁打で記録 ※史上35人目

その他の記録
- オールスターゲーム出場：6回 （1993年、1995年、1996年、1998年、1999年、2001年） ※2000年も選出されるも出場辞退[33]
- シーズン12犠飛：1995年 ※セ・リーグタイ記録
- 1試合10打点：1999年8月12日、対横浜ベイスターズ20回戦（横浜スタジアム）※セ・リーグタイ記録
- 西宮スタジアム公式戦最後の本塁打：1996年8月24日、対阪神タイガース21回戦、9回表に湯舟敏郎から

### 背番号
- 51 （1989年）
- 33 （1990年 - 2009年）
- 80 （2010年 - 2017年）
- 77 （2018年）

### 登場曲
- 「愛燦燦」美空ひばり（2000年）
- 「San-San-Nana-Byoshi」Steve Vai（2001年）
- 「YAH YAH YAH」CHAGE & ASKA （2002年 - 2005年）
- 「Power To The People」John Lennon（2006年 - 2009年）